# Hans Arnold (Illustrator)

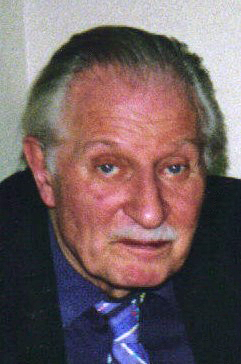
Hans Arnold

Hans Arnold (* 22. April 1925 in Sursee; † 25. Oktober 2010 in Stockholm) war ein schweizerisch-schwedischer Animator und Illustrator.

## Leben
Hans Arnold wurde an der Kunstfachschule in Luzern ausgebildet, an der er 1936 angenommen wurde. Anfangs arbeitete er als Zeichentrickfilm-Animator. Nach einigen Jahren in Paris ging er 1947 nach Schweden.
Dort kam er in Kontakt mit dem Verlag Åhlén & Åkerlunds förlag, für den er als seine erste Illustration einen Mann zeichnete, der auf einem Sarg saß und Geige spielte. Für die breite Allgemeinheit machte er sich einen Namen als Grusel- und Schreckzeichner, indem er von 1954 bis 1979 in der schwedischen Zeitschrift Vecko-Revyn den „Schock der Woche“ Veckans Chock illustrierte. Er hat weiterhin die Kinder- und Jugendbücher Astrid Lindgrens Allrakäraste Syster und Boris Karloffs Midnattsryttare illustriert und als Zeichentrick-Animator bei den Filmen „Matulda och Megasen“, „Fetknopparna“ und „En konstig man“ mitgearbeitet.
Typisch für Hans Arnolds Zeichnungen ist, dass er das Alltägliche schreckeinjagend darstellte; gleichzeitig illustrierte er Kinder und Frauen liebenswert. Er arbeitete detailreich und durchgearbeitet mit einem Zug zum Surrealismus.